# بيلوموركانال
بيلوموركانال (بالإنجليزية: Belomorkanal)‏، (بالروسية: Беломорканал) وهي ماركة سجائر روسية ، صنعها في الأصل مصنع اوريتسكي توباكو في لينينغراد، الاتحاد السوفيتي.

## التاريخ
تم تقديم بيلوموركانال في عام 1932 لإحياء ذكرى بناء قناة البحر الأبيض - البلطيق ، المعروفة أيضًا باسم (Belomorkanal). كان مبتكر مزيج التبغ مهندس العمليات فاسيلي يوهانيدي ، وتم رسم عبوة السجائر من قبل أندريه تاراكانوف.وهي سيجارة ذات تصميم محدد تسمى ببابيروسا الروسية (папироса) ، تختلف عن السجائر العادية فهي مثال على إحدى مراحل تطور السجائر: فهو يتكون من أنبوب كرتون مجوف ممدد بواسطة أنبوب ورق سيجارة رفيع يحتوي على التبغ.يلعب أنبوب الورق المقوى دور حامل السجائر القابل للتصرف. تم التخلي عن هذه الطريقة من قبل العلامات التجارية الغربية بعد فترة وجيزة من الحرب العالمية الثانية.
أثناء التدخين ، عادةً ما يتم ضغط الجزء المجوف من الأنبوب لعمل سطحين مستويين منفصلين ، من أجل الراحة. لا يزال يتم إنتاج (Belomorkanal) في جمهوريات ما بعد الاتحاد السوفياتي المختلفة ، وعلى الأخص في روسيا ، في كامينيتس (أوكرانيا) ، وفي غرودنو (بيلاروسيا).أصبحت العلامة التجارية مشهورة في معظم دول الكتلة السوفيتية بسبب انخفاض سعرها. تشتهر بأنها واحدة من أقوى السجائر المتوفرة في أوروبا الشرقية (إن لم تكن الأقوى في العالم). كما تم تصويرهم في العديد من الأعمال الفنية والأدبية.كما يستخدم متعاطو الحشيش (Belomorkanal)، حيث يتم بعد ذلك ملء «السجائر المفرغة بمزيج من التبغ والماريجوانا» للتدخين ، مع أنبوب من الورق المقوى بمثابة صرصور مدمج.

## الأسواق
كانت السجائر (Belomorkanal) متوفرة على نطاق واسع في الاتحاد السوفيتي ، ولا تزال تباع في بعض دول ما بعد الاتحاد السوفيتي ، بما في ذلك روسيا وبيلاروسيا وأوكرانيا.

## في الثقافة الشعبية

### موسيقى
في أغنية عام 1985 ليان كرزيستوف كيلوس ،تمت مقارنة اسم السجائر بفلاتر أوشفيتز بسبب الحقيقة أن عدة آلاف من سجناء غولاغ لقوا حتفهم أثناء بناء القناة.

### الأدب
يشار إلى Belomor و papirosa في كتب أركادي رينكو بواسطة مارتن كروز سميث
تمت تسمية الرواية التي كتبها نيكولاس روثويل عام 2013 بأسم هذه السيجارة (بيلومور).